# Universidad Politécnica de Chiapas
La Universidad Politécnica de Chiapas (UPChiapas) es una institución pública de carácter universitario para la educación superior, la cual nace mediante decreto del Periódico Oficial n.º 276, publicación No.1694-A-2004 Bis de fecha 1 de diciembre de 2004, cuando se crea como un Organismo Descentralizado de la Administración Pública del Estado de Chiapas, con personalidad jurídica y patrimonio propio. Sus instalaciones están ubicadas en Carretera Tuxtla Gutiérrez - Portillo Zaragoza Km 21+500, Colonia Las brisas, en Suchiapa, Chiapas. C.P. 29150. Teléfono: (+52) 9616171460. 
La UPChiapas surgió con un modelo educativo basado en competencias, con estancias y estadías en el sector productivo con salidas transversales con especial acento en la necesidad de desarrollar en el alumno una formación integral en todos sus aspectos, es decir, profesional, humano y social, así como tutorías y asesorías, movilidad, infraestructura y apoyos compensatorios.

## Misión
Formar profesionales competentes, a través de programas de estudio de ingeniería y posgrado, en un ambiente seguro para el desarrollo científico y tecnológico sustentable.

## Visión
Ser una institución educativa, con presencia nacional e internacional a través del establecimiento de acuerdos de colaboración y actividades académicas; que se caracteriza por la formación integral de profesionales competentes para el desarrollo científico y tecnológico sustentable.

## Oferta educativa
Actualmente la Universidad Politécnica de Chiapas ofrece nueve carreras de ingeniería y una licenciatura:
- Ingeniería en Nanotecnología
- Ingeniería Ambiental y Sustentabilidad
- Ingeniería de Manufactura Avanzada
- Ingeniería en Energía y Desarrollo Sostenible
- Ingeniería en Alimentos
- Ingeniería Petrolera
- Ingeniería en Tecnologías de la Información e Innovación Digital
- Ingeniería Mecatrónica
- Ingeniería Biomédica
- Licenciatura en Administración

Maestrías:
- Maestría en Energías Renovables.
- Maestría en Biotecnología.

Así como un Doctorado:
- Doctorado en Ingeniería